# Kabinett Sarrien

Ferdinand Sarrien

Das Kabinett Sarrien war eine Regierung der Dritten Französischen Republik. Es wurde am 14. März 1906 von Premierminister (Président du Conseil) Ferdinand Sarrien gebildet und löste das Kabinett Rouvier III ab. Es blieb bis zum 20. Oktober 1906 im Amt und wurde vom Kabinett Clemenceau I abgelöst.
Dem Kabinett gehörten Minister folgender Parteien und Gruppen an: (Radicaux indépendants (RI), Parti républicain, radical et radical-socialiste (PRRRS), Socialistes indépendants (SI) und Alliance républicaine démocratique) (ARD).

## Kabinett
Dem Kabinett gehörten folgende Minister an:
- Premierminister: Ferdinand Sarrien (PRRRS)
- Justizminister: Ferdinand Sarrien
- Außenminister: Léon Bourgeois (PRRRS)
- Minister des Inneren und Religion: Georges Clemenceau (RI)
- Finanzen: Raymond Poincaré (ARD)
- Minister für öffentlichen Unterricht und Kultur: Aristide Briand (SI)
- Kriegsminister: Eugène Étienne (ARD)
- Minister für Marine: Gaston Thomson (ARD)
- Minister für die Kolonien: Georges Leygues (ARD)
- Minister für öffentliche Arbeit, Post und Telegraphie: Louis Barthou (ARD)
- Minister für Handel, Arbeit und Industrie: Gaston Doumergue (PRRRS)
- Landwirtschaftsminister: Joseph Ruau (RI)

### Unterstaatssekretäre
Dem Kabinett gehörten folgende Sous-secrétaires d’État an:
- Post- und Telegraphie: Alexandre Bérard[1] (RI)
- Innenministerium: Albert Sarraut (PRRRS)
- Schöne Künste: Étienne Dujardin-Beaumetz (RI)

## Historische Einordnung

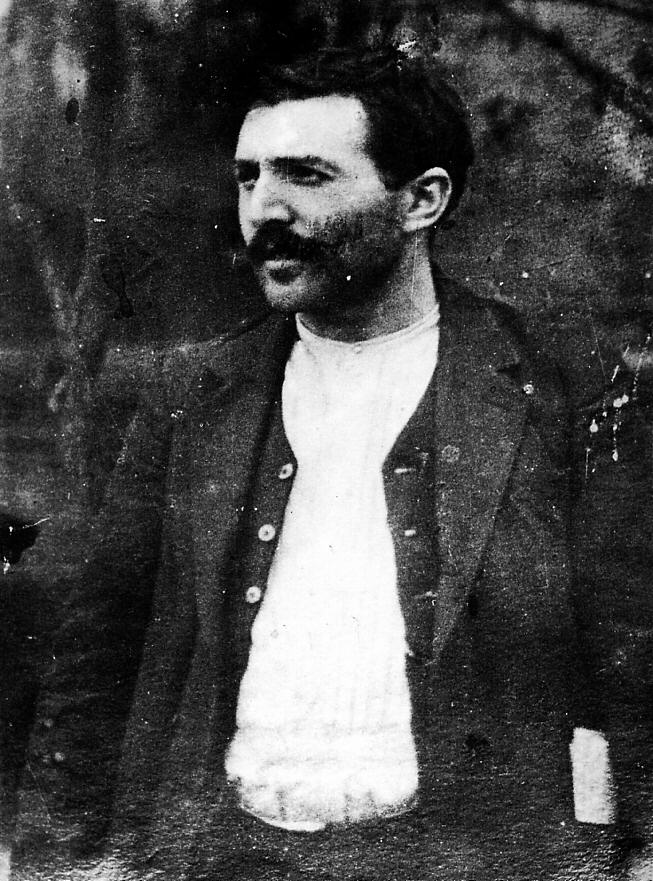
Benoît Broutchoux

Im Kabinett Sarrien waren mit Georges Clemenceau und Aristide Briand zwei der danach wichtigsten Persönlichkeiten der Dritten Republik erstmals in einer Regierung vertreten. Zum ersten Mal wurde mit Gaston Doumergue ein Arbeitsminister berufen. Das Kabinett beendete die Inventarisierung von Kirchenvermögen, nachdem dies auf großen Widerstand gestoßen war. Clemenceau sagte:

« Wir finden, dass die Frage, ob man in einer Kirche Kerzenleuchter zählen wird oder nicht, kein Menschenleben wert ist. »

Das oberste Berufungsgericht hob am 11. Juni 1906 das Urteil gegen Alfred Dreyfus auf und Dreyfus wurde am 13. Juni als Major wieder in die Armee aufgenommen; Marie-Georges Picquart kehrte als Brigadegeneral in die Armee zurück. Am 20. Juni 1906 wurde Dreyfus in die Ehrenlegion berufen.
Nach dem Grubenunglück von Courrières, bei dem am 10. März 1906 1099 Menschen getötet worden waren, setzte Clemenceau Militär ein, um Streiks gegen die schlechten Arbeitsbedingungen zu unterdrücken. Der Gewerkschafter Benoît Broutchoux wurde verhaftet und später zu einer Gefängnisstrafe verurteilt. In Fressenneville kam es zu Arbeiterunruhen, die von Husaren niedergeschlagen wurden.
Am 1. Mai wurde der Generalstreik für den Achtstundentag ausgerufen. Clemenceau ließ den Sitz der CGT durchsuchen und zwei Gewerkschaftsführer verhaften. Er verhängte einen teilweisen Belagerungszustand über Paris, 45.000 Soldaten wurden mobilisiert. Über 800 Demonstranten wurden verhaftet. Die Streikbewegung wurde am 4. und 5. Mai in Paris wieder aufgenommen und dauert bis zum 15. Mai in Paris und Lyon an.
Bei den Parlamentswahlen im Mai 1906 errang das von Ferdinand Sarrien geführte Linksbündnis mit 357 (plus 57 für die Section française de l’Internationale ouvrière) von insgesamt 585 Sitzen einen überragenden Erfolg.
Am 15. Juni 1906 wurde ein Gesetz über die Energieversorgung verabschiedet, das diese in Frankreich auf ein halbes Jahrhundert prägen sollte.